# Clemens Busch (Diplomat)

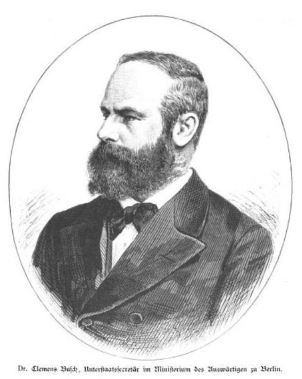
Clemens Busch

Clemens August Busch (* 20. Mai 1834 in Köln; † 25. November 1895 in Bern) war ein deutscher Diplomat und Staatssekretär im Auswärtigen Amt des Deutschen Kaiserreichs.
Seine Eltern waren der Kapellmeister Johann Michael Busch (1802–1864) und dessen Ehefrau Barbara Philippart (1800–1883).
Von 1879 bis 1881 war Busch kaiserlich deutscher Generalkonsul in Budapest.
Vom 25. Juni bis 16. Juli 1881 war er als Nachfolger von Friedrich zu Limburg-Stirum kurzzeitig kommissarischer Staatssekretär im Auswärtigen Amt. Nachfolger wurde anschließend der bisherige Botschafter in Konstantinopel, Paul von Hatzfeldt.
1884 wurde er in den Preußischen Staatsrat berufen. Von 1885 bis 1888 war er Gesandter des Deutschen Reiches in Bukarest, von 1888 bis 1892 in Stockholm und von 1892 bis zu seinem Tode 1895 in Bern. Er wurde dort auf dem Bremgartenfriedhof beerdigt.

## Familie
Er heiratete 1875 in Berlin Margot Bendemann (1850–1938), die Witwe von Justus Friedländer (1835–1873), Deutscher Konsul in Konstantinopel, sowie Schwester des preußischen Generalleutnant Hans Bendemann (1852–1914). Er adoptiert den seinen Stiefsohn Felix Emil Johannes Friedländer als Felix Busch.
Das Paar hatte mehrere Kinder, darunter:
- Clemens (* 23. Juli 1879; † 6. November 1966), Regierungspräsident in Köln
- Ernst (* 8. Dezember 1887; † 31. Mai 1973), Generalkonsul
- Beate ⚭ Adam Mauritz August von Eckermann, schwedischer Marineoberdirektor und Chef des Marine-Ingenieurskorps